# Parcours scolaire authentique
 (décembre 2022).
Si vous disposez d'ouvrages ou d'articles de référence ou si vous connaissez des sites web de qualité traitant du thème abordé ici, merci de compléter l'article en donnant les références utiles à sa vérifiabilité et en les liant à la section « Notes et références ».
 (décembre 2022).
Le parcours scolaire authentique (anglais : Genuine Educational Pathway) est une doctrine constitutionnelle développée [Quand ?] par la Cour suprême du Canada pour l'application de l'article 23 de la Charte canadienne des droits et libertés.